# جنگ‌های علمی
جنگ‌های علمی (به انگلیسی: Science wars) مجموعه‌ای از بحث‌های علمی و عمومی در دهه ۱۹۹۰ بر سر جایگاه اجتماعی علم در طرح ادعاهای معتبر دربارهٔ جهان بود. دایرةالمعارف HighBeam جنگ‌های علمی را به عنوان بحث‌هایی دربارهٔ «روش‌هایی که علوم به فرهنگ، تاریخ و عمل مرتبط می‌شوند یا در آنها تجسم می‌یابد» تعریف می‌کند. این بحث‌ها در میانهٔ دهه ۱۹۹۰ به دلیل دوقطبی‌سازی شدید بر سر مسائل مربوط به مشروعیت و اقتدار، «جنگ» نام گرفت. یک سوی مناقشات مربوط به دفاع از مرجعیت علم است که ریشه در شواهد عینی و رویه‌های عقلانی دارد. سوی دیگر استدلال می‌کند که مطالعه علوم به‌عنوان نهادها و شبکه‌های فنی-اجتماعی که گسترش آن‌ها تحت تأثیر زبان‌شناسی، اقتصاد، سیاست و دیگر عوامل پیرامون رویه‌های رسمی عقلانی و حقیقت‌های ثابت منزوی است، مشروع و مثمر ثمر است.
جنگ‌های علمی عمدتاً در ایالات متحده در دهه ۱۹۹۰ در مطبوعات دانشگاهی و جریان اصلی رخ داد. واقع‌گرایان علمی (مانند نورمن لویت، پل آر. گروس، ژان بریکمونت و آلن سوکال) بسیاری از نویسندگان را که آنها را «پسامدرنیست» توصیف کردند، متهم کردند که به‌طور مؤثر عینیت علمی، روش علمی، تجربه‌گرایی و دانش علمی را رد کرده‌اند.